# La Mina, Honduras
La Mina är en ort i Honduras.   Den ligger i departementet Departamento de Yoro, i den västra delen av landet, 150 km norr om huvudstaden Tegucigalpa. La Mina ligger 69 meter över havet och antalet invånare är 2 690.
Terrängen runt La Mina är varierad. Runt La Mina är det ganska tätbefolkat, med 108 invånare per kvadratkilometer. Närmaste större samhälle är El Progreso, 9,9 km norr om La Mina. 